# Pimpla fatua
Pimpla fatua är en stekelart som beskrevs av De Stefani 1887. Pimpla fatua ingår i släktet Pimpla och familjen brokparasitsteklar. Inga underarter finns listade i Catalogue of Life.